# Мальцын, Сергей Викторович
Сергей Викторович Мальцин — рядовой Вооружённых Сил СССР, участник войны в Афганистане, погиб при исполнении служебных обязанностей, кавалер ордена Красной Звезды (посмертно).

## Биография
Родился 15 декабря 1965 года в городе Бор Горьковской (ныне — Нижегородской) области. Мать — Мальцина Екатерина Федоровна. Отец — Мальцин Виктор Константинович.
После окончания школы освоил специальность слесаря и трудился на Борском заводе «Теплоход». 13 апреля 1984 года Мальцин был призван на службу в Вооружённые Силы СССР Борским объединённым городским военным комиссариатом. В июне 1985 года для дальнейшего прохождения службы он был направлен в Демократическую Республику Афганистан. Служил водителем в составе одной из частей ограниченного контингента советских войск. Многократно выполнял боевые задачи по доставке грузов и живой силы в различные точки.
2 ноября 1985 года Мальцин выполнял очередное задание по доставке груза по горной дороге на перевале Саланг. По ходу движения он увидел, что из-за расположенного впереди поворота на большой скорости выехала афганская машина с людьми, в том числе детьми. Поняв, что создалась угроза столкновения, которое непременно обернулось бы гибелью людей, Мальцин стремительно вывернул руль, врезавшись в скалу. Машина афганцев осталась целой. В результате аварии Мальцин получил тяжёлые травмы, от которых скончался.
Похоронен на Липовском городском кладбище в городе Бор Нижегородской области.
Указом Президиума Верховного Совета СССР рядовой Сергей Викторович Мальцин посмертно был удостоен ордена Красной Звезды.

## Память
- Памятник Мальцину установлен на месте его гибели на перевале Саланг. После ухода Советской Армии из Афганистана большая часть памятников советским военнослужащим была снесена, но этот монумент уцелел и до сих пор[когда?] сохраняется местными жителями[источник не указан 965 дней].
- Мемориальная доска в память о Мальцине установлена на средней школе № 6 в городе Бор Нижегородской области[2].